# Новострілищанська селищна громада
Новострілищанська селищна об'єднана територіальна громада — колишня об'єднана територіальна громада в Україні, в Жидачівському районі Львівської області. Адміністративний центр — смт Нові Стрілища.
Площа громади — 71,9 км², населення — 2633 мешканці (2021).
Утворена 4 вересня 2015 року шляхом об'єднання Новострілищанської селищної та Баковецької, Кніселівської сільських рад Жидачівського району.
Ліквідована 12 червня 2020 року шляхом включення до Бібрської громади.

## Населені пункти
До складу громади входять 1 смт і 10 сіл (нас. чол.):
- смт. Нові Стрілища (856)
- с. Лінія (36)
- с. Старі Стрілища (290)
- с. Баківці (383)
- с. Закривець (26)
- с. Квітневе (419)
- с. Репехів (258)
- с. Трибоківці (282)
- с. Кнісело (334)
- с. Бертишів (214)
- с. Орішківці (201)

## Керівництво
Голова ОТГ Козяр Галина Іванівна. Всі 14 депутатів Новострілищанської селищної ради є позапартійними

## Соціальна сфера
На території ОТГ працює 9 Народних домів.

### Освіта
На території ОТГ працює Новострілищанська ЗОШ І-ІІІ ступеня та Баківсько-Квітневий І-ІІ ступеня. Також у смт Нові Стрілища працює ДНЗ "Берізка".

### Медицина
Новострілищанська амбулаторія загальної практики сімейної медицини